# تایرا گرانت
تایرا گرانت (انگلیسی: Tyra Grant؛ زادهٔ ۲۷ اوت ۱۹۸۸) بازیکن بسکتبال اهل ایالات متحده آمریکا است.